# Grupo Desportivo do Viso
O Grupo Desportivo do Viso é um clube desportivo sediado na cidade do Porto, dentro do bairro com o mesmo nome, foi fundado em 1975. Participa no campeonato nacional de hóquei em campo e de sala, tendo 4 títulos nos seniores masculinos de hóquei em campo.
O G.D. do Viso foi considerado o melhor clube do ano pela Federação Europeia de Hóquei (EHF) em 2014, na categoria de clube de pequenas dimensões, tornando se assim o primeiro clube Português a receber este prémio.